# 5 Batalion Eksploatacji Dróg
5 Samodzielny Batalion Eksploatacji Dróg – samodzielny pododdział wojsk drogowych ludowego Wojska Polskiego.
Przeznaczony do budowy i naprawy dróg w strefie przyfrontowej. W działaniach bojowych pełnił także służbę regulacji ruchu oraz kontroli wojskowych pojazdów mechanicznych. Sformowany w rejonie Łukowa na podstawie rozkazu Naczelnego Dowództwa Wojska Polskiego nr 022 z 10 września 1944. Podporządkowany bezpośrednio Naczelnemu Dowódcy WP. Rozformowany w sierpniu 1945.

## Działania
Po zakończeniu formowania i szkolenia w rejonie Łukowa dyslokowany w początkach 1945 do Ryk. Przeprowadzał remonty, odśnieżał i utrzymywał w stanie używalności drogi w rejonie stacjonowania. Głównym zadaniem batalionu w tym czasie była regulacja ruchu i jego kontrola na ważniejszych szosach z Lublina do Warszawy. Pod koniec miesiąca przeniesiony do Warszawy, gdzie przejął regulację ruchu na Pradze. Równocześnie przejął kontrolę i regulację ruchu na trasie z Garwolina do Warszawy i na ulicach Pragi. Funkcję tę pełnił do 16 lutego 1945. Potem ochraniał i zabezpieczał przed krą wysokowodny most w Warszawie, na którym regulował ruch. 26 marca został przeniesiony do Łodzi, a od 24 kwietnia przejął kontrolę i regulację ruchu na trasach: Katowice – Częstochowa – Radomsko. Działając poszczególnymi pododdziałami, zorganizował punkty kontrolne także w Łodzi, Bydgoszczy i Katowicach. Na obsługiwanych trasach utrzymywał punkty sanitarne i noclegowe.
Podczas wykonywania powyższych czynności zastał batalion koniec wojny.

## Obsada personalna
Dowódcy batalionu
- mjr Mikołaj Szałajew

## Skład etatowy
Etat 047/12

Dowództwo i sztab
- 3 kompanie eksploatacji dróg
  - pluton regulacji ruchu
  - pluton drogowy
  - pluton gospodarczy
- pluton ochrony mostów
- drużyny: łączności; malarska